# Thénezay
Thénezay – miejscowość i gmina we Francji, w regionie Nowa Akwitania, w departamencie Deux-Sèvres.
Według danych na rok 1990 gminę zamieszkiwały 1514 osoby, a gęstość zaludnienia wynosiła 31 osób/km² (wśród 1467 gmin regionu Poitou-Charentes Thénezay plasuje się na 183. miejscu pod względem liczby ludności, natomiast pod względem powierzchni na miejscu 38.).